# Cultura animal

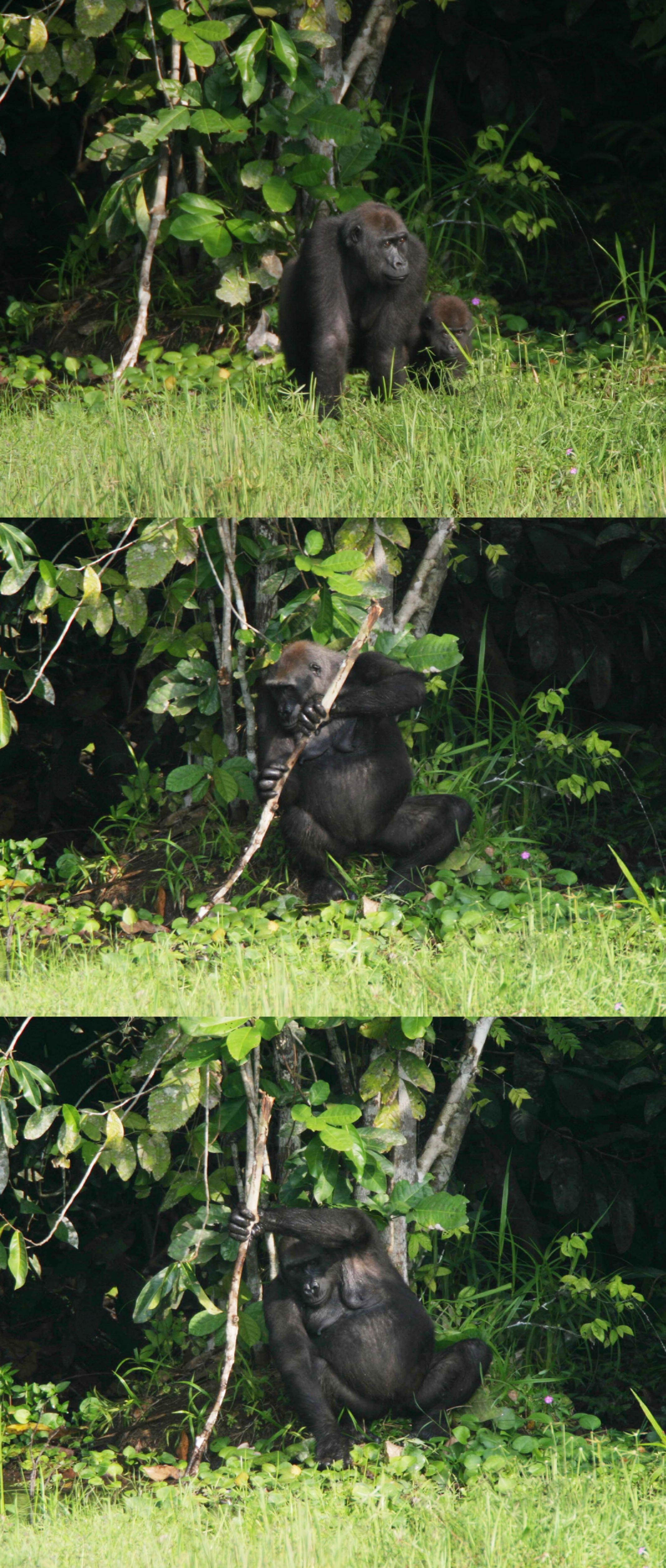
Goril·la fent servir una eina

La cultura animal és la cultura dels éssers vius o que tenen pensament, i concretament dels animals, incloent des de la més simple a la més complexa.

## Moralitat i sociabilitat

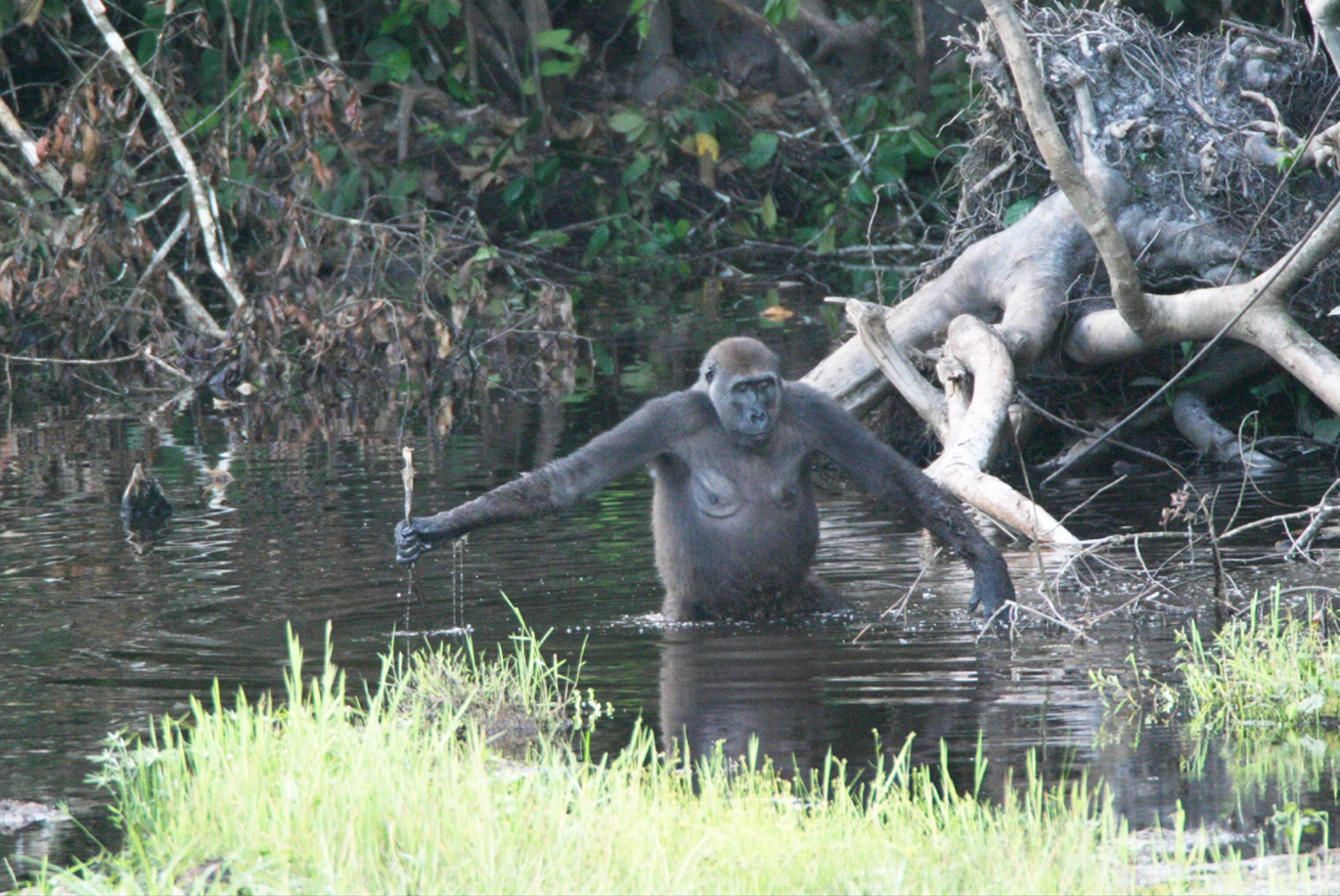
Una goril·la femella adulta, possiblement fent servir un pal per a mesurar la profunditat de l'aigua

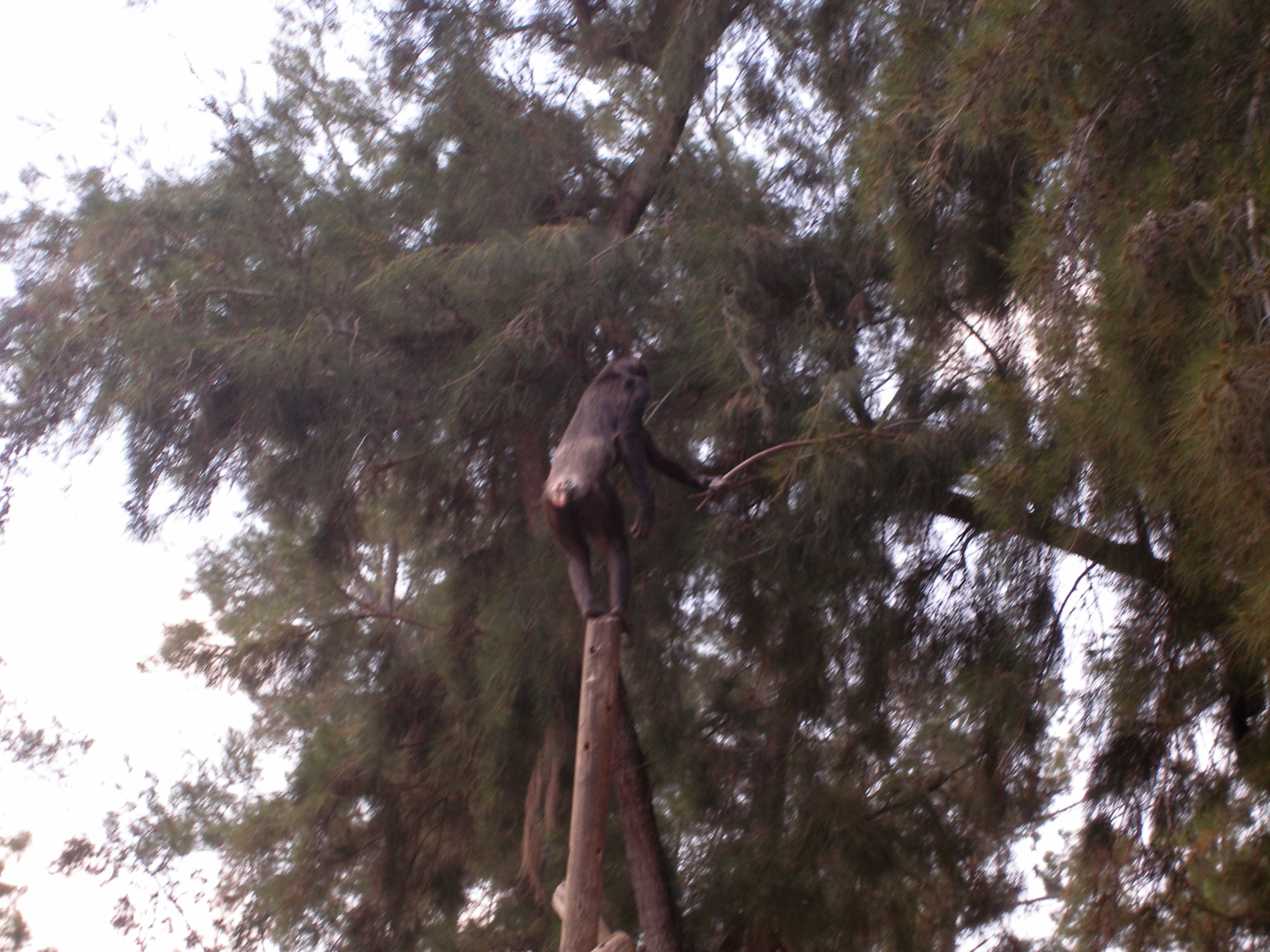
Un ximpanzé recol·lectant menjar amb un pal

Tant Frans de Waal com Barbara King veuen la moralitat com la superació de la socialitat. Per ells, encara que la moralitat pot ser un tret humà únic, molts animals socials, com els primats, dofins i balenes, se sap que exhibeixen sentiments premorals.

## Valors
D'acord amb Michael Shermer, humans i altres animals socials, particularment els grans simis, comparteixen "afecte i lligams, cooperació i ajut mutu, simpatia i empatia, reciprocitat directa i indirecta, altruisme i altruisme recíproc, resolució de conflictes i acords de pau, decepció i detecció de decepció, preocupació i cura comunitària sobre el que els altres pensen sobre tu, i sensibilitat i resposta a les regles socials del grup".
Els ximpanzés per exemple recorden qui els va fer favors i que els va fer mal. Per exemple, els ximpanzés estan més acostumats a compartir menjar amb individus que prèviament els han netejat.

## Organització social
De Waal manté que tots els animals socials han hagut de contenir o alterar el seu comportament per a la vida en grup perquè valgui la pena. Els sentiments pre-morals van evolucionar en les societats dels primats com a mètode de contenció de l'egoisme individual i construir grups més cooperatius. Per exemple, es considera que els primats d'ordre superior tenen un sentit de reciprocitat i imparcialitat.
Segons alguns autors, hi ha animals que mantenen societats jeràrquiques en les quals cada membre coneix la seva pròpia posició. En elles, l'ordre social es manté per certes normes de comportament esperat i l'ordre imposat pels membres del grup dominant a través del càstig.
Per a qualssevol espècies socials, els beneficis de ser part d'un grup altruista hauria sigut major que pas els beneficis de l'individualisme. Per exemple, la falta de cohesió del grup podria fer els individus més vulnerables a atacs d'estrangers. Formar part d'un grup també pot millorar les oportunitats de trobar menjar. Això és evident entre els animals que cacen en grup quan abaten preses grans o perilloses.

## Tecnologia
Originàriament pensant-se que era una destresa que només posseïen els éssers humans, l'ús d'eines requereix intel·ligència. Les eines són utilitzades per alguns animals, particularment primats, per a recol·lectar menjar o netejar-se, entre altres tasques. S'ha observat molts animals explotant pals i pedres per a complir tasques, incloent nombroses espècies d'ocells, dofins, elefants, llúdries, ocells i polps.
Els polzes oposables són un benefici en l'ús d'eines per a algunes espècies, mentre que criatures sense mans usen altres tècniques i tenen gran destresa amb altres parts del cos, sovint la boca.

## Cultures per tipus d'animal
- La cultura pròpia dels humans es troba a l'article: Cultura

La cultura no és exclusiva dels humans, i pot ser generada per grups d'organismes que tinguin pensament i llibertat de voluntat, com ara animals terrestres o de fora de la Terra. Algunes teories diuen que si els humans es trobessin amb éssers vius extraterrestres, hi ha una forta probabilitat que siguin semblant a polps. També, de moment, en el terreny de la ciència-ficció, éssers no vius, com per exemple màquines, podrien desenvolupar una pròpia cultura. Alguns estudien el comportament social dels vegetals. Un dels comportaments i cultures animals no humanes més estudiats per la seva proximitat als humans és el dels primats.

### Comportament primat
Els parents vivents més propers del humans són els ximpanzés comuns i els bonobos. Aquests primats comparteixen un avantpassat comú amb els humans que va viure fa entre quatre i sis milions d'anys. Aquest és el motiu que els ximpanzés i els bonobos es vegin com el millor substitut disponible per a aquest ancestre comú. Barbara King argumenta que mentre els primats no humans no són religiosos, exhibeixen alguns trets que haurien sigut necessaris per a l'evolució de la religió. Aquests trets inclouen la intel·ligència superior, una capacitat per a la comunicació simbòlica, un sentit de normes socials, la realització del "propi" i un concepte de continuïtat.
L'Homo heidelbergensis gairebé definitivament tenia una religió primitiva. No es coneix si van inventar déus o si ho van fer espècies posteriors.
Els ximpanzés viuen en grups de fissió-fusió amb una mitjana de cinquanta individus. És probable que els primers avantpassats dels humans visquessin en grups de mida semblant.